# 前寮太子殿
前寮太子殿，或作前寮太子廟，台灣澎湖縣廟宇，位於馬公市前寮里，主祀哪吒三太子。

## 沿革
「前寮」位於馬公市，清領時期隸屬「澎湖廳嵵裡澚」，往昔因該處設有炮台被稱作「煙墩仔」，爾後陸續有移民徙來於炮台前搭設簡陋的寮舍久居，而得「前寮」之名，光緒年間編撰《澎湖廳志》已記作「前寮」，沿用迄今。
相傳在1949年，前寮里人黃朝旅台，在高雄市的旗津經營傢俱業為生，同時也接濟不少鄉親同居。某日，黃朝的妻子在溪邊拾獲一塊形似三太子的木柴，三太子當夜便託夢與黃朝的妻子。妻子將木柴帶回家後，寄居黃朝家的澎湖鄉親之中，有一名叫高俊傑的法師，注意到黃朝每日屢有異樣，得知是三太子有意收黃朝作乩身，又另外號召其他鄉親學習鑼鼓法事，一同濟世。
由於前寮旅高鄉親們始終找不到工作，商議後決定返鄉謀生，將三太子木柴帶回澎湖，安放同為法師的張金調家，後因三太子靈感，拜訪三太子的香客越來越多，讓張家頗感不便，後約於民國43年（1954年），遷祀於里民高中塔、高廷燎家中，並雕塑金身供奉。
民國61年（1972年），信眾以張文贊為首等發起籌建廟宇之意，開始四處奔走募款，民國63年（1974年）成立「前寮太子殿興建委員會」，順利於民國66年（1977年）12月竣工。落成的前寮太子殿廟身坐北朝南，廟址位於聚落西南側，除哪吒三太子外，亦配祀玄天上帝（上帝公），據聞建地與坐向皆由三太子親自勘定。

## 圖輯

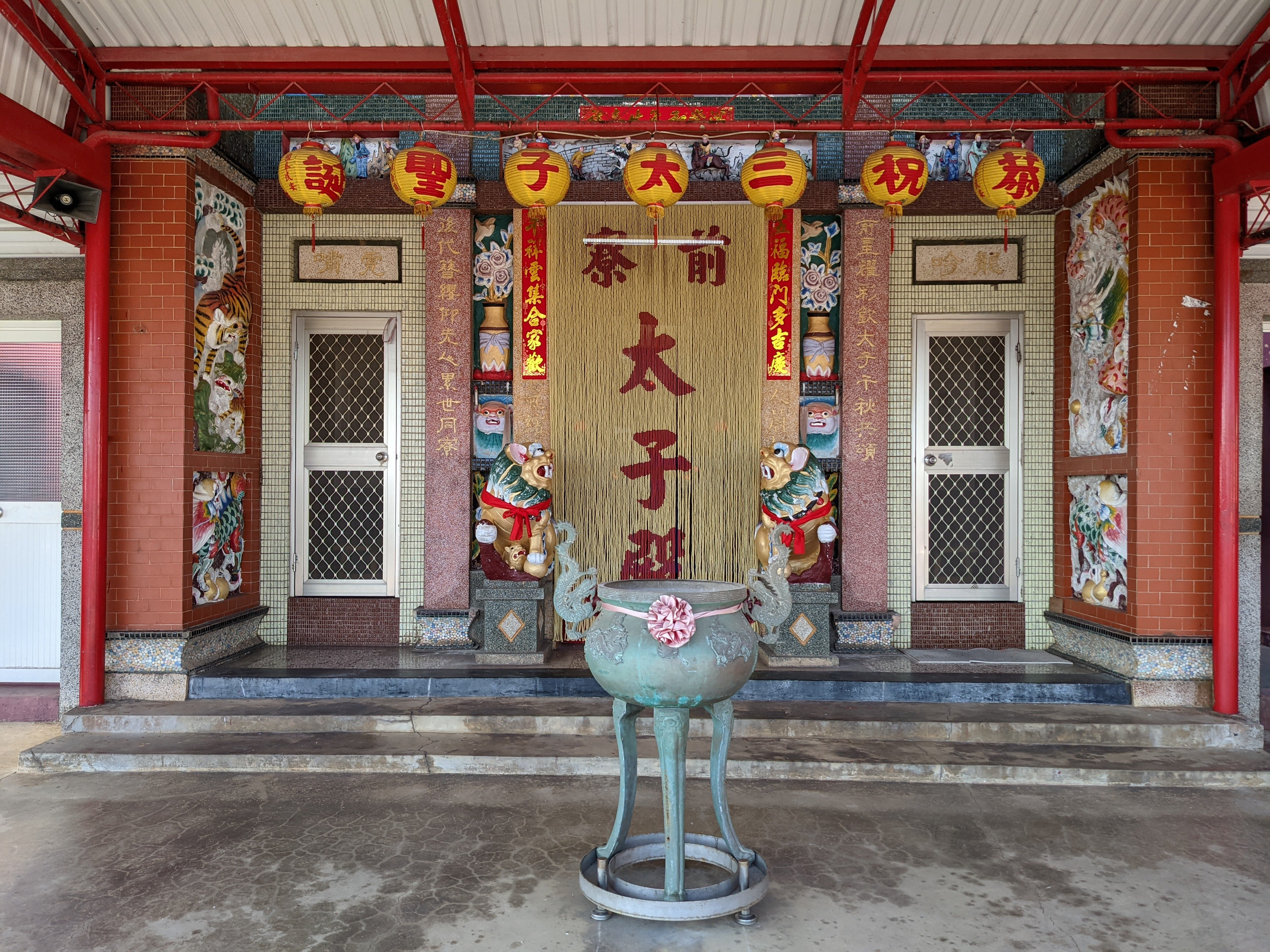
立面
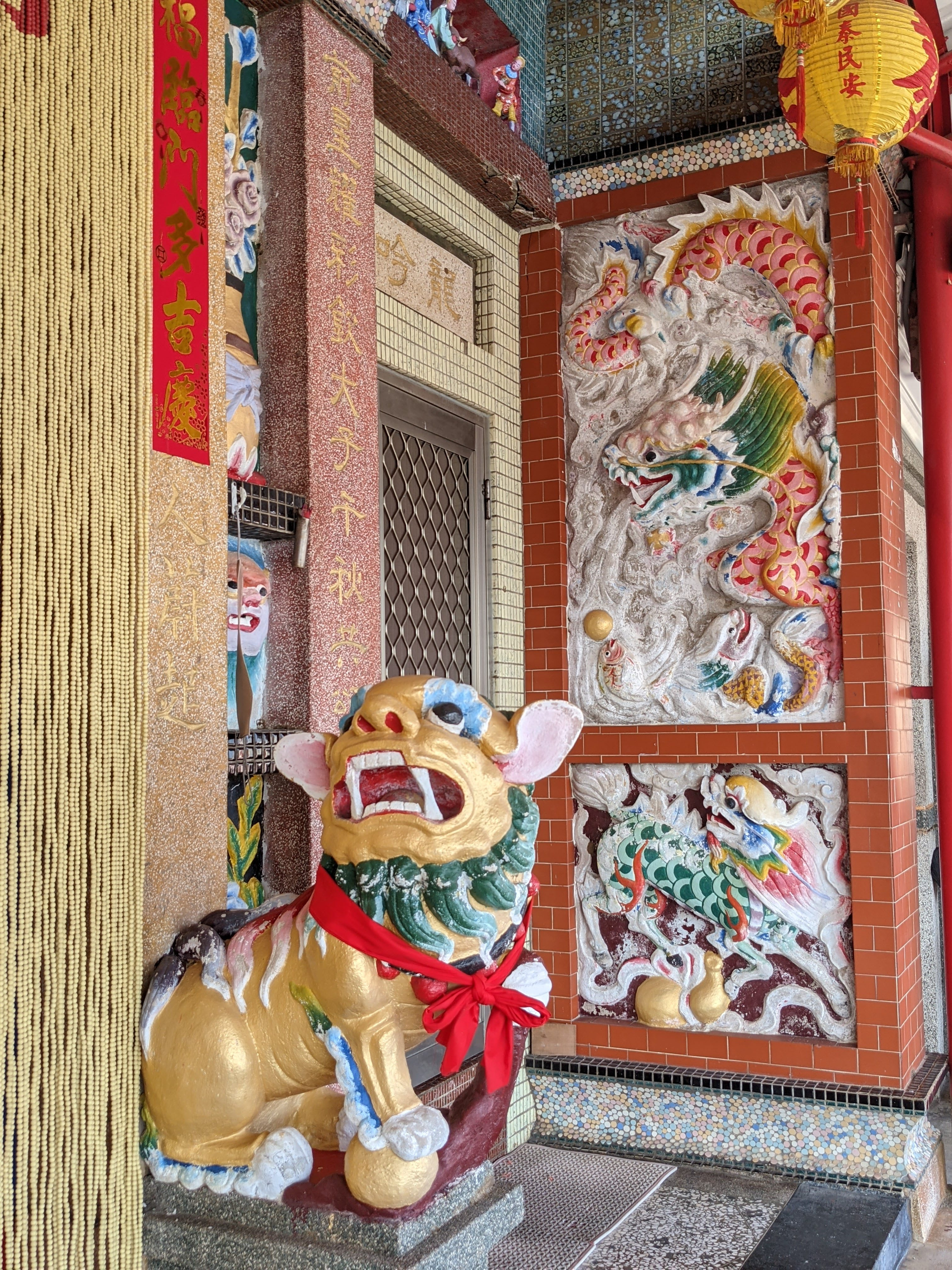
龍堵
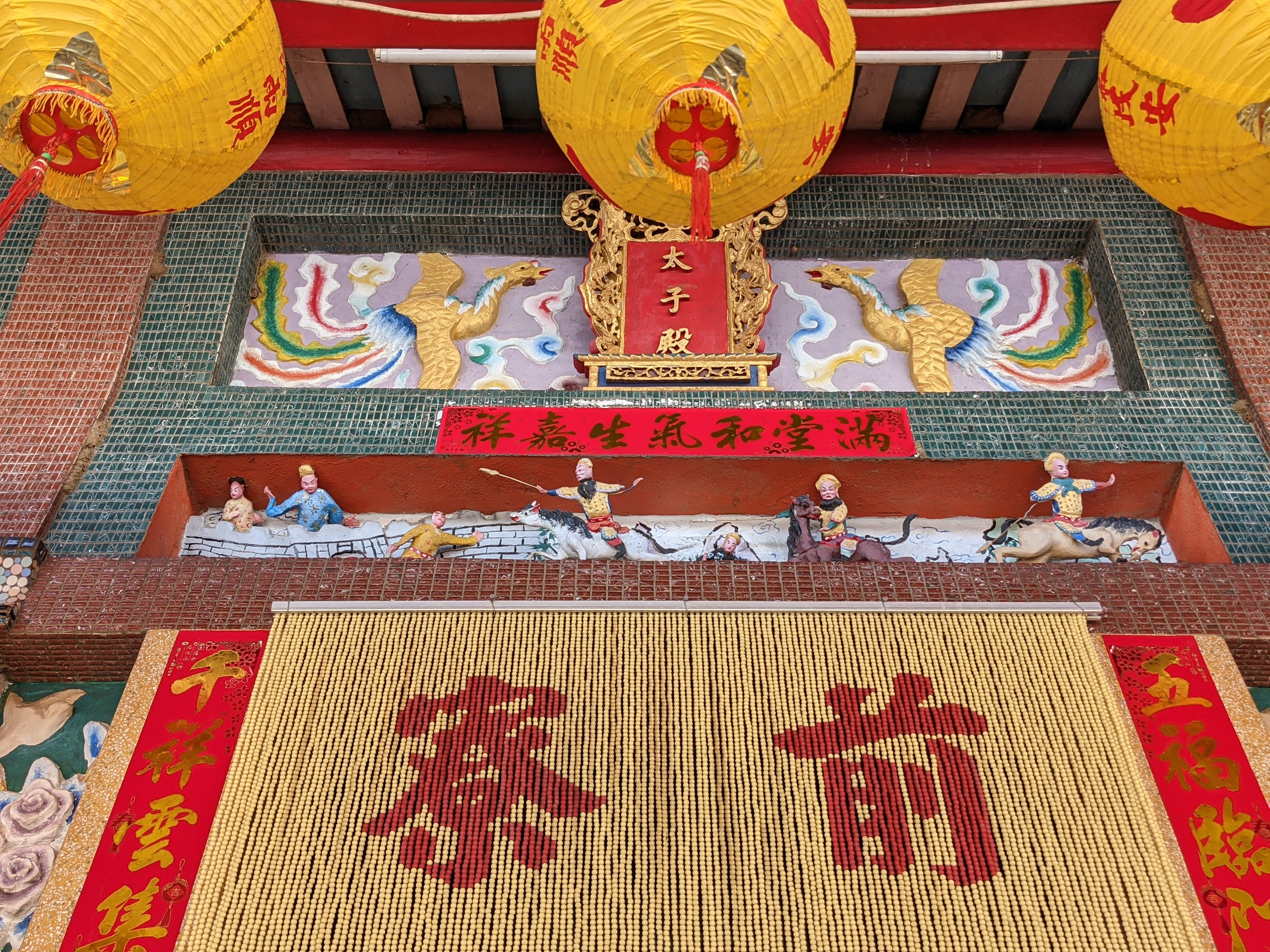
聖旨牌
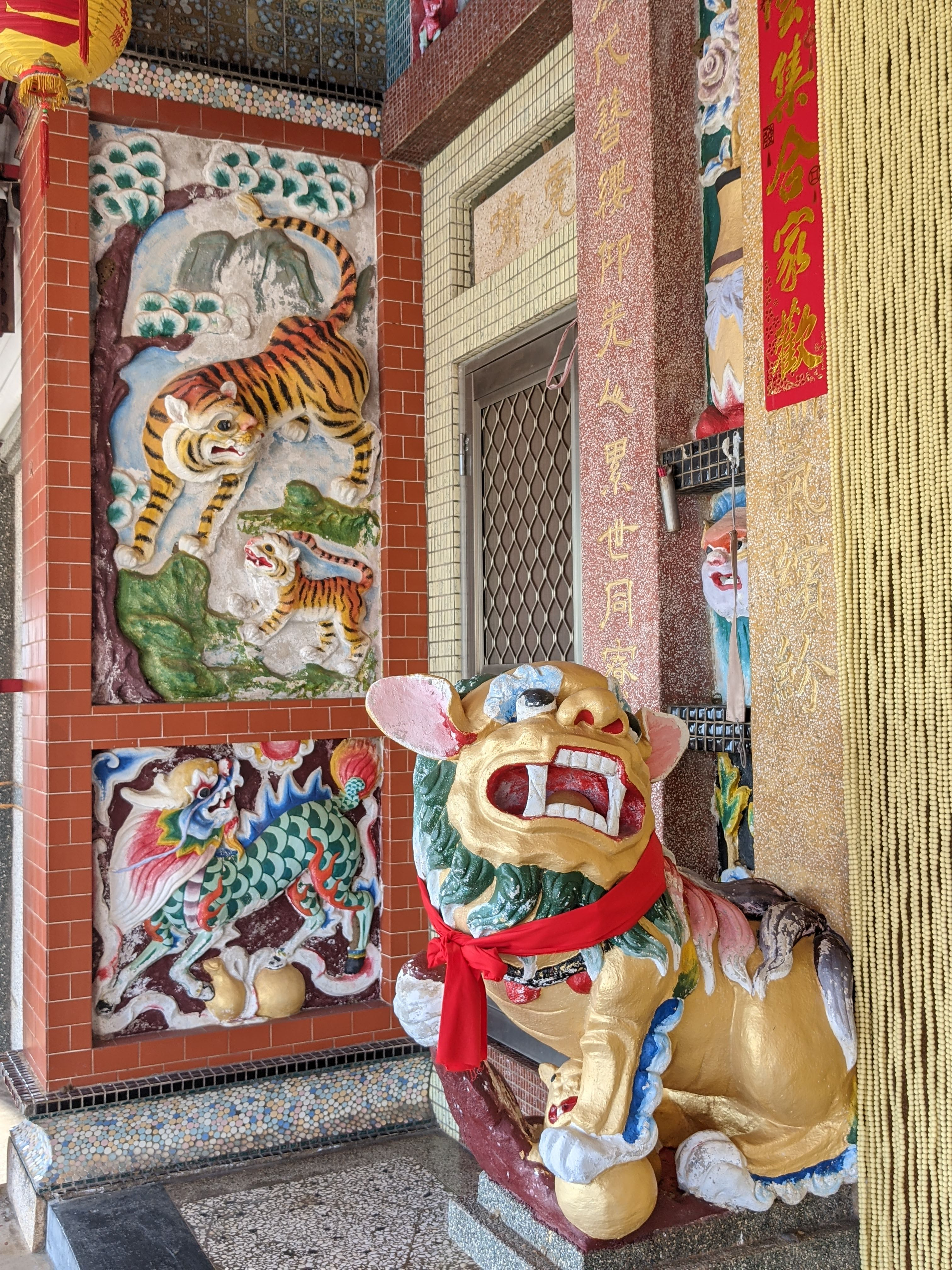
虎堵
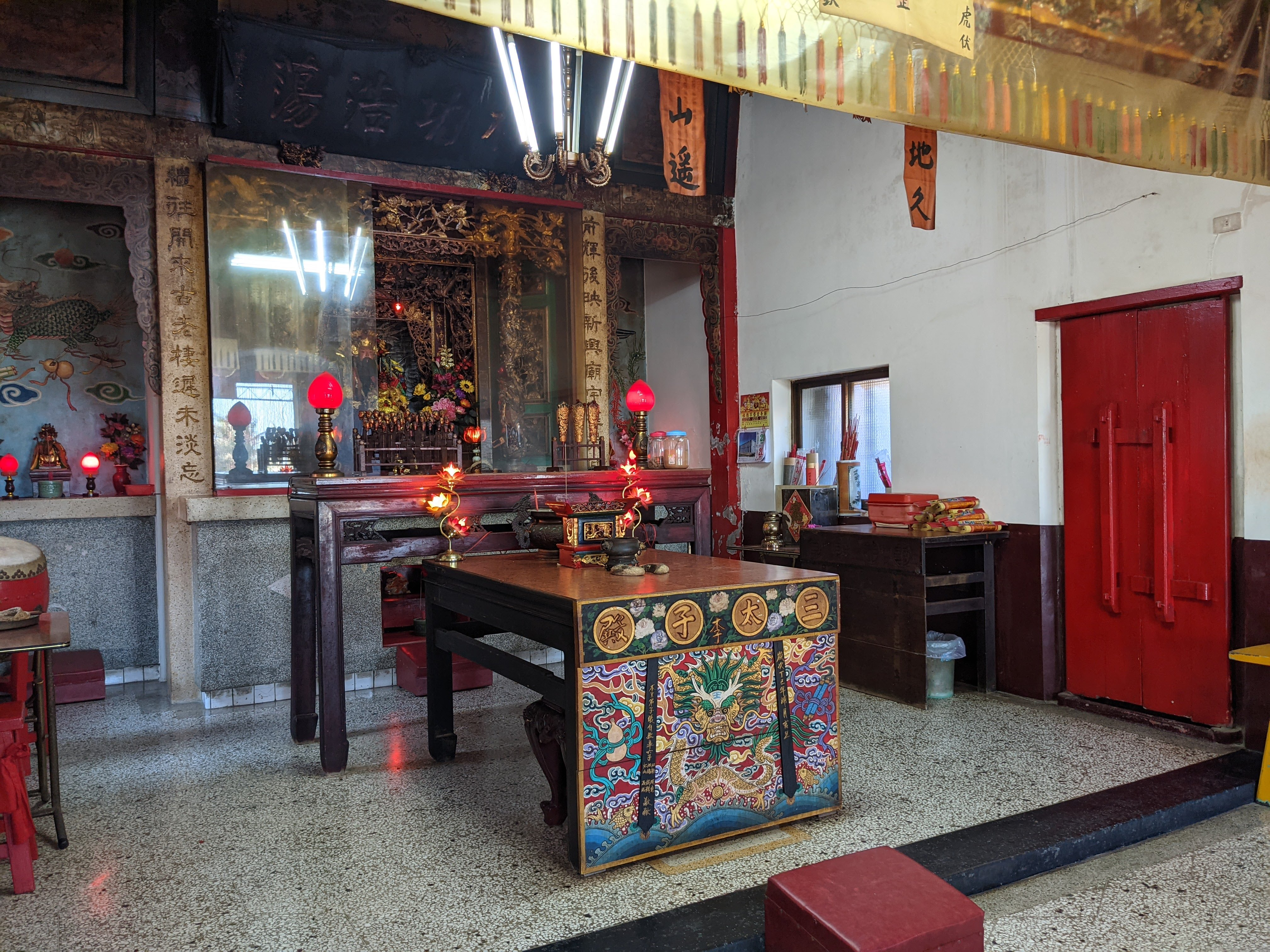
神明廳
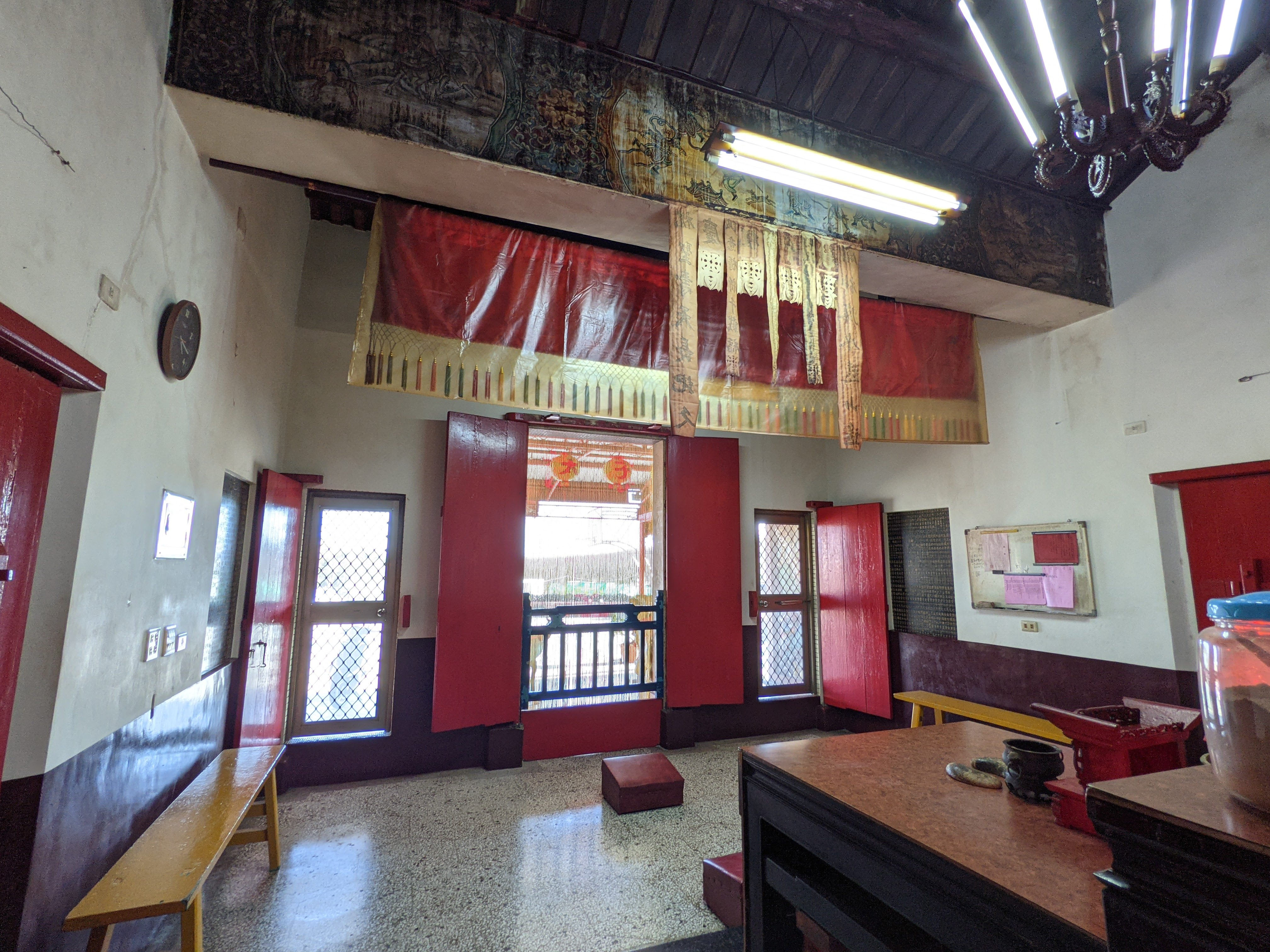
神明廳
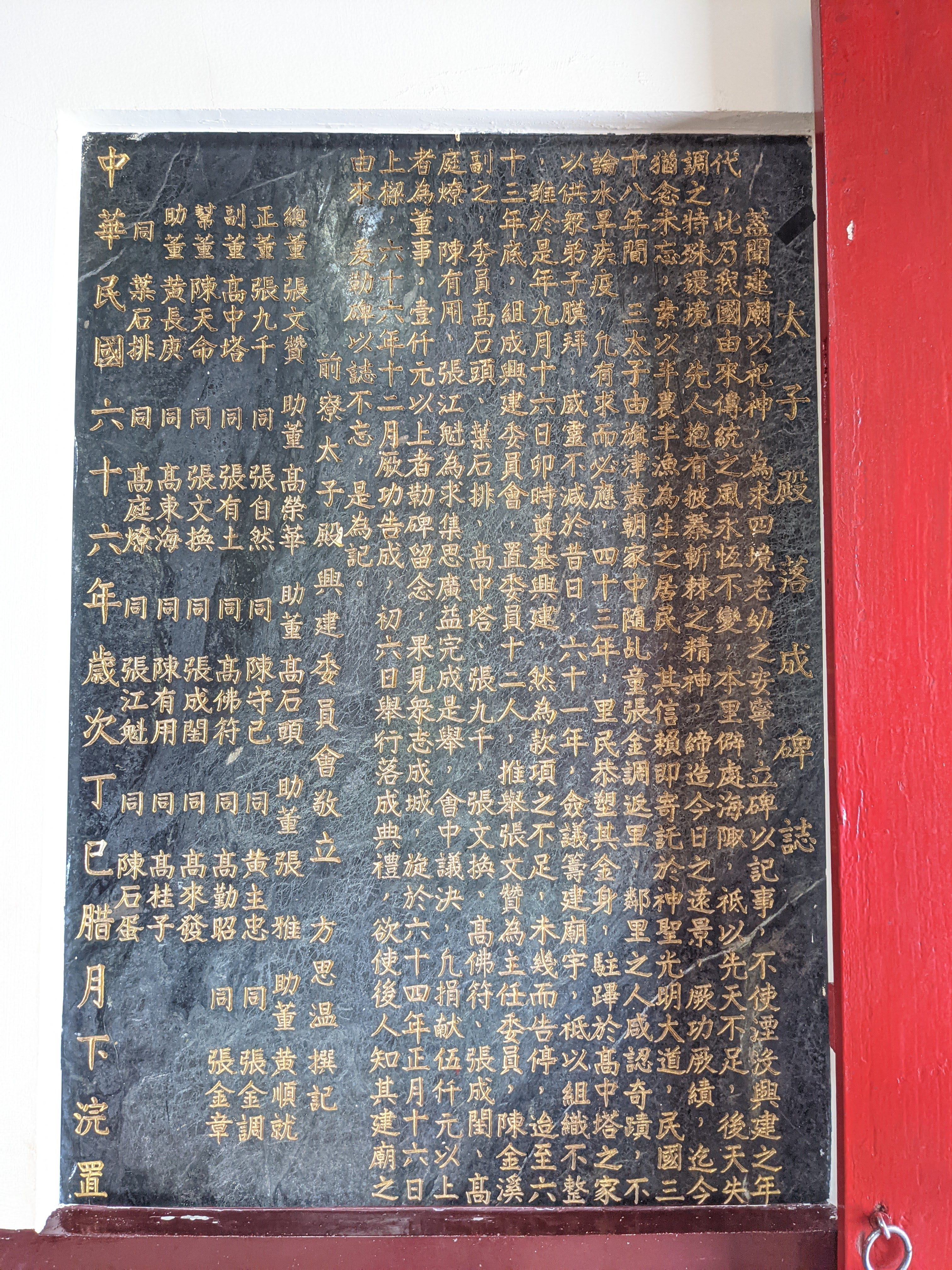
落成殿誌